# No-show

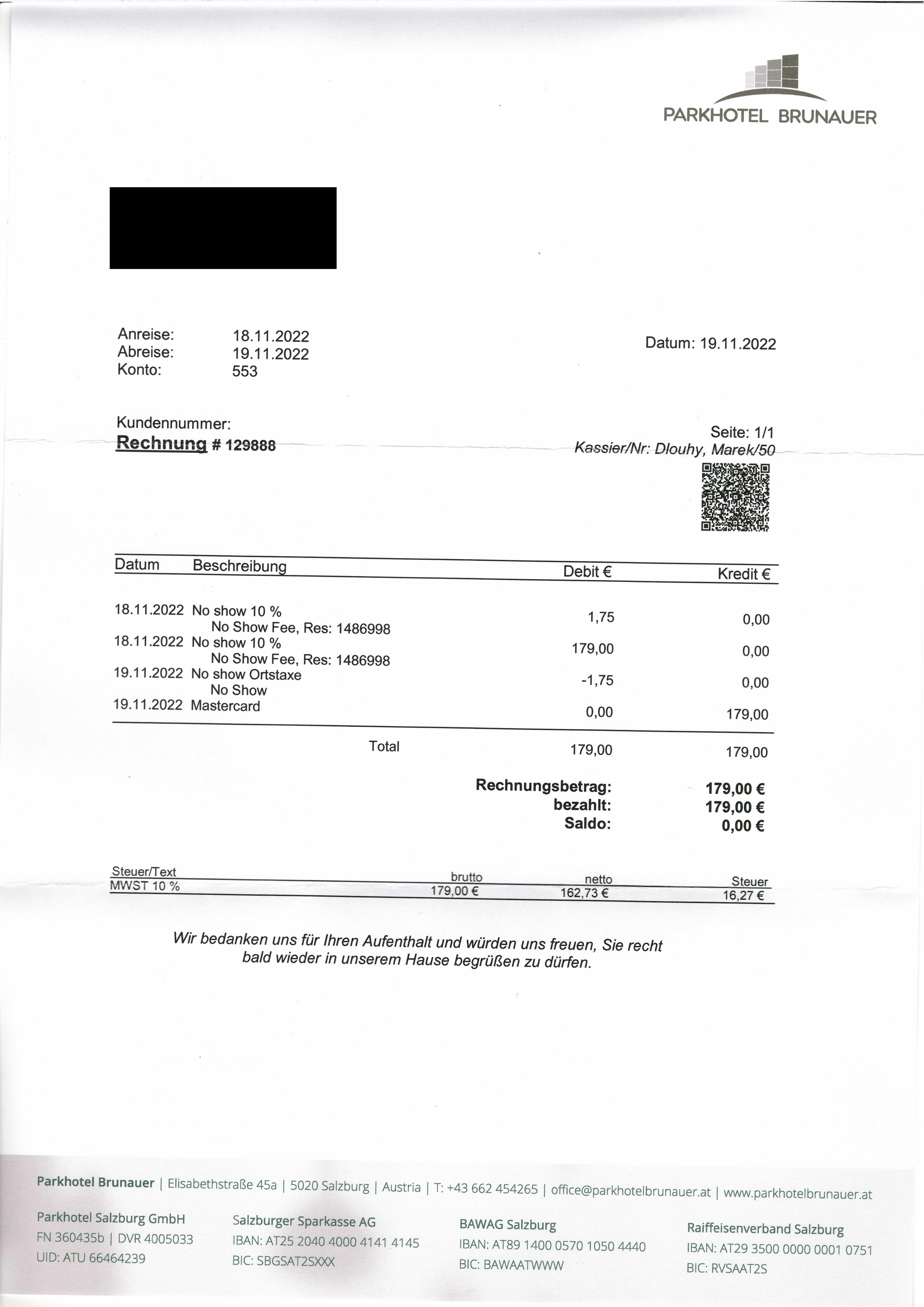

No-show (englisch für „Nichterscheinen“) ist vor allem im Tourismus der Anglizismus für das Nichterscheinen Reisender trotz bestätigter Buchung und ohne Ankündigung gegenüber dem Reiseveranstalter, der Fluggesellschaft, dem Beherbergungsbetrieb oder Ähnlichem.

## Allgemeines
Der No-show gehört zu den Fluktuationen wie Stornierung oder Umbuchung. Anders als bei diesen wird das Nichterscheinen jedoch dem Veranstalter vorher nicht angekündigt, so dass mindestens ein Sitzplatz im Flugzeug, ein Zimmer im Hotel oder eine Kabine im Schiff unbesetzt bleiben. Auch bei Veranstaltungen kommt der No-show vor, wenn jemand trotz gültiger Eintrittskarte nicht erscheint. Neben dem No-show ist noch die Verspätung (englisch late-show) oder – hier nicht relevant – der Qualitätsmangel (englisch bad-show) bekannt.
No-shows führen dazu, dass einstmals verkaufte Dienstleistungen plötzlich wieder verfügbar sind, aber durch fehlende oder zu geringe Überbuchung nicht belegt werden (englisch spoilage). Lässt man in dieser Situation Überbuchungen zu, kann eine angestrebte Vollauslastung erreicht werden. Erscheinen dann jedoch gleichzeitig auch die No-Show-Kunden, kommt es zur Überbuchung mit der Folge der Abweisung von Kunden (englisch spill).

## Rechtsfragen
Durch Flugbuchungen, Hotelbuchungen oder sonstigen Kartenverkauf ist ein Vertrag zustande gekommen. Dieser verpflichtet die Fluggesellschaft, das Hotel oder den Veranstalter, dem Kunden einen Sitzplatz oder ein Zimmer zu einem bestimmten Termin zu reservieren. Es obliegt dem Kunden, diesen Termin durch sein Erscheinen beim Check-in einzuhalten. Kommt der Kunde dem nicht nach, so wird der Veranstalter bei einem absoluten Fixgeschäft gemäß § 275 Abs. 1 BGB von seiner Leistungspflicht befreit. Fixgeschäfte – wie bei einem einzigen Veranstaltungstermin – erfordern die Einhaltung einer genau bestimmten Leistungszeit (fester Termin) als wesentlicher Inhalt der vertraglichen Leistungspflicht. Ein späteres Nachholen durch Nacherfüllung ist daher nicht möglich und folglich auch nicht geschuldet. Weil der Kunde als Gläubiger gemäß § 293 BGB in Annahmeverzug gerät, behält der Veranstalter auch seinen Anspruch auf die Gegenleistung, hier die Zahlung des Gelds für das Ticket. Das Ticket verfällt entschädigungslos. Der Fluggast storniert konkludent durch sein endgültiges Nichterscheinen seine Sitzplatzbuchung auf dem entsprechenden Flug.
Bei der Pauschalreise sieht dagegen die herrschende Meinung mit Ernst Führich im Nichterscheinen zur Abreise einen durch schlüssiges Verhalten erklärten Rücktritt gemäß § 651h Abs. 1 BGB. Hierbei verliert der Reiseveranstalter den Anspruch auf den vereinbarten Reisepreis, er kann jedoch eine angemessene Entschädigung (Stornokosten) verlangen. Ein Verkehrsstau oder eine Zugverspätung bei der Anreise zum Flughafen sind ein Risiko in der Privatsphäre des Reisenden, sein Anspruch auf den Flugpreis bleibt bestehen (§ 326 Abs. 2 BGB).
Viele Fluggesellschaften verwenden in ihren AGB die Klausel, dass der Rückflug oder Weiterflug entschädigungslos verfällt, wenn der Hinflug nicht angetreten wird. Sie machen zur Bedingung, dass die Flüge in der im Flugschein angegebenen Reihenfolge angetreten werden müssen. Der Bundesgerichtshof (BGH) erklärte diese Klausel im Falle der Lufthansa und British Airways für unwirksam.
Lufthansa hat daraufhin ihre AGB angepasst und verlangt einen Preisaufschlag. Gegen Kunden, die den Rückflug verfallen lassen, geht sie rechtlich vor, um den Preisaufschlag nachträglich einzutreiben. Ein Gerichtsverfahren hierzu ist noch offen (siehe: Ticket (Luftfahrt)#No-Show).

## No-Show-Prognose-Management
No-shows sind überall dort von Bedeutung, wo die knappen – und kurzfristig nicht vergrößerbaren Kapazitäten – eine Vollauslastung erfordern. Es bedarf daher in betroffenen Unternehmen eines No-Show-Managements im Rahmen des Ertragsmanagements. So beginnt beispielsweise die Lufthansa bereits 361 Tage vor dem Abflugtermin, das Prognoseprogramm für jeden Flug mit Informationen zu versorgen. Hierzu gehören etwa das Kundenverhalten an jedem Abflugort, Feiertagskonstellationen, aktuelle Wettervorhersagen oder landesbedingte Eigenheiten. Während die No-Show-Quote in Japan sehr gering ist, liegt sie in Indien sehr hoch. Vielflieger weisen geringe No-Show-Quoten, Spätbucher (englisch last minute) höhere auf. Jährlich verzeichnet die Lufthansa etwa 3 Millionen Kunden, die nicht am Check-in erscheinen, etwa 300.000 Passagiere wurden 2015 auf eigentlich ausgebuchten Flügen doch noch befördert. Bei ausgebuchten Flügen werden bis zum Abflugtag durchschnittlich 10 % Überbuchungen – abhängig von den Ergebnissen des Prognoseprogramms – angenommen.

## Folgen
Fluggesellschaften oder Hotels müssen bei ihrer Planung davon ausgehen, dass durch kurzfristige Stornierungen oder No-shows stets eine unbestimmte Zahl von Sitzplätzen oder Zimmern unbesetzt bleiben würde, sodass die angestrebte Vollauslastung nicht erreicht würde. Um dies zu vermeiden, nehmen sie Überbuchungen vor, gehen jedoch hiermit das Risiko ein, dass die No-shows plötzlich doch auftauchen, was die Überbuchung sichtbar werden lässt. No-shows erreichen bei den meisten Flügen etwa zehn Prozent, manchmal aber bis zu 40 % aller Flugbuchungen. So konnte United Airlines 1975 mehr als 840.000 ihrer 30 Millionen Passagiere auf Plätzen von No-shows befördern, Plätzen also, die sonst leer geblieben wären.
In der Fußball-Bundesliga liegt die No-Show-Rate, also der Anteil der Ticket-Inhaber, die am Spieltag nicht ins Stadion kommen, bei rund 10 Prozent und ist in der Tendenz leicht steigend. In den USA verzeichnete der Major League Soccer Club Atlanta United im Jahr 2018 eine No-Show-Rate von etwa 11 Prozent. Beim Schweizer Fußball-Club FC Basel beträgt die No-Show-Rate je nach Spiel bis zu 25 Prozent. Da bei Sportveranstaltungen oftmals noch keine Überbuchungen vorgenommen werden, kann bei ausverkauften Spielen interessierten Zuschauern ohne Ticket kein Zutritt gewährt werden. Dementsprechend kommt es oft zu Mindereinnahmen in den Bereichen Catering und Merchandising. Auch die Stimmung in den Stadien wird in Mitleidenschaft gezogen.